# فرودگاه بین‌المللی بایون گوآنگجو (سابق)
فرودگاه بین‌المللی بایون گوآنگجو (سابق) (به انگلیسی: Guangzhou Baiyun International Airport (former)) یک فرودگاه همگانی است که یک باند فرود سنگفرش دارد. این فرودگاه در شهر گوانگ‌ژو کشور چین قرار دارد .